# Villazala (kommunhuvudort)
Villazala är en kommunhuvudort i Spanien.   Den ligger i provinsen Provincia de León och regionen Kastilien och Leon, i den nordvästra delen av landet, 280 km nordväst om huvudstaden Madrid. Villazala ligger 801 meter över havet och antalet invånare är 928.
Terrängen runt Villazala är platt. Runt Villazala är det ganska glesbefolkat, med 22 invånare per kvadratkilometer. Närmaste större samhälle är La Bañeza, 7,6 km sydväst om Villazala. Trakten runt Villazala består till största delen av jordbruksmark.